# Trimetopon
Genre
Trimetopon est un genre de serpents de la famille des Dipsadidae.

## Répartition
Les espèces de ce genre se rencontrent au Costa Rica et au Panama.

## Liste des espèces
Selon The Reptile Database (28 août 2012) :
- Trimetopon barbouri Dunn, 1930
- Trimetopon gracile (Günther, 1872)
- Trimetopon pliolepis Cope, 1894
- Trimetopon simile Dunn, 1930
- Trimetopon slevini Dunn, 1940
- Trimetopon viquezi Dunn, 1937

## Publication originale
- Cope, 1885 "1884" : Twelfth contribution to the herpetology of tropical America. Proceedings of the American Philosophical Society, vol. 22, p. 167-194 (texte intégral).